# Чепелін Володимир Віталійович
Володи́мир Віта́лійович Чепе́лін (біл. Уладзі́мір Віта́левіч Чапе́лін, рос. Влади́мир Вита́льевич Чепе́лин; нар. 15 липня 1988 , Білоруська РСР, СРСР) — білоруський біатлоніст,  учасник чемпіонатів світу та етапів кубка світу з біатлону. Призер чемпіонату світу серед юніорів у естафеті 2009 року.

## Виступи на чемпіонатах світу
| Рік  | Місце проведення | Інд | Спр | Пр | МС | Ест | ЗМ |
| 2011 | Ханти-Мансійськ  |     | 59  | 58 |    | 13  |    |

## Кар'єра в Кубку світу
Першим роком Володимира в біатлоні був 1998 рік, а починаючи з 2010 року він почав виступати за національну збірну Білорусі з біатлону.
- Дебют в кубку світу — 21 січня 2010 року в індивідуальній гонці в Антхольці — 25 місце.
- Перше попадання в залікову зону — 21 січня 2010 року в індивідуальній гонці в Антхольці — 25 місце.

## Загальний залік в Кубку світу
- 2009-2010 — 96-е місце (16 очок)
- 2010-2011 — 101-е місце (5 очок)

## Статистика стрільби
| № п/п | Сезон     | Загальна        | Індивідуальна гонка | Спринт        | Гонка переслідування | Мас-старт  | Естафета      |
| ----- | --------- | --------------- | ------------------- | ------------- | -------------------- | ---------- | ------------- |
| 1     | 2009-2010 | 74,0% (37/50)   | 80,0% (16/20)       | 70,0% (21/30) | 0,0% (0/0)           | 0,0% (0/0) | 0,0% (0/0)    |
| 2     | 2010-2011 | 73,5% (111/151) | 85,0% (17/20)       | 78,0% (39/50) | 65,0% (26/40)        | 0,0% (0/0) | 70,7% (29/41) |
| 3     | 2011-2012 | 50,0% (5/10)    | 0,0% (0/0)          | 50,0% (5/10)  | 0,0% (0/0)           | 0,0% (0/0) | 0,0% (0/0)    |